# Franz Grillparzer
Franz Grillparzer, avstrijski pisatelj, *15. januar 1791, Dunaj, † 21. januar 1872, Dunaj.
Pozornost je vzbudil predvsem s svojo dramatiko. Ker so njegova dela pomagala k ustvarjanju narodne identitete, predvsem po letu 1945, ga označujejo tudi kot avstrijskega nacionalnega avtorja.

## Življenje
Grillparzer se je rodil kot sin Anne Franziske Sonnleithner (* 1767; † 1819), hčere Christopha Sonnleithnerja in odvetnika Wenzla E. J. Grillparzerja (* 1760; † 1809) in je kasneje študiral pravo na Univerzi na Dunaju. Po končanem študiju leta 1811 je bil sprva zasebni učitelj, kasneje uradnik, leta 1813 pa je vstopil kot praktikant v avstrijsko državno službo, kjer je delal v cesarsko-kraljevi državni blagajni. Leta 1821 se je neuspešno prijavil za mesto pisarja v cesarski zasebni knjižnici. 1821 je bil premeščen na ministrstvo za finance, leta 1832 je postal direktor arhiva pri cesarsko-kraljevi državni blagajni, ki je kasneje postalo ministrstvo za finance. To delo je upravljal vse do leta 1856, ko se je upokojil. 
Grillparzer se je šolal v času francoske revolucije in Napoleona, čigar vpliv je bil tudi v Avstriji zelo opažen, saj je takrat še vedno veljala tradicija Jožefove dobe (Jožef II). Grillparzer se je s svojo težnjo po ustvarjanju in pesniški rasti znašel v nejasni situaciji. Bil je nagnjen h konzervatizmu, a je hkrati tudi opazil nov duhovni tok pod vladavino Franca I. Ta val je po eni strani obudil duhovne dosežke dobe Viharništva (nem. Sturm und Drang) in klasične literature, po drugi strani pa se je izogibal vsakemu konfliktu z vladajočim sistemom razmišljanja. 

### Umetniško ustvarjanje
Na Grillparzerjeve poetične začetke so vplivali romantika (ki mu je vtisnila večno strast za španske dramatike) in usodna tragika, ki je razvidna v njegovi drami Praprababica (nem. Die Ahnfrau). Od teh vplivov se mu je uspelo razmeroma hitro osamosvojiti. Prav z usodno tragedijo Praprababica je požel velik uspeh, saj je bila izvedena na vseh nemških odrih. 
Leta 1818 je napisal popolnoma drugačno delo, Sappho. V tragediji Sappho (Dunaj 1819) se sprva postavi v kožo čiste humanosti, kot jo je sam razumel. Merilo za Grillparzerjev svet ni le merilo človeškega, ki vključuje plemenito strast, prebudi nepričakovane moči, nas ponese visoko, nas naredi boljše, ampak predvsem tisto, česar strast ne vključuje. 
Le pri uprizarjanju ljubezni, kot najbolj naravni, neizogibni in najbolj plemeniti strasti, je pri njegovih delih potekalo posredovanje.
Glavna prednost avtorja je bila zmožnost oblikovati ljubezen do dramatičnega dogajanja in v tem smislu veljata tragediji Sappho in Valovi morja in ljubezni (nem. Des Meeres und der Liebe Wellen), kjer pripoveduje legendo o Hero in Leandru, za njegovi najpopolnejši deli. 
Od leta 1821 dalje, ko je bila v Hofburgtheateru na Dunaju uprizorjena trilogija Zlato runo (nem. Das Goldene Vlies, Dunaj 1819), je bil Grillparzer približno desetletje eden izmed privilegiranih dramatikov. K temu nazivu je štelo tudi dejstvo, da je zadnji del trilogije, tragedija Medeja (nem. Medea), bila uprizorjena na številnih nemških odrih.
V dunajskem Burgtheatru so bila uspešno uprizorjena še naslednja dela: : leta 1825 tragedija Sreča in konec kralja Ottokarja (nem. König Ottokars Glück und Ende, Dunaj 1825), 1828 Zvesti služabnik svojega gospoda (nem. Ein treuer Diener seines Herrn, 1830), 1831 Valovi morja in ljubezni (nem. Des Meeres und der Liebe Wellen, 1840) in leta 1834 drama Sanje, življenje (nem. Der Traum ein Leben,1840).  Kritika, ki je bila po letu 1830 v nemških državicah prevladujoča in odločilna, se je proti Grillparzerju pokazala sovražno; njegove prednosti niso bile pomembne, njegove pomanjkljivosti pa so znali mladi nemški kritiki ostro izpostaviti. 
Grillparzer je vse življenje ostal samo zaročenec svoje mladostne ljubezni Katharine Fröhlich, zato ker mu je ˝za poroko primanjkovalo poguma˝, kot pripoveduje njegov bratranec Hippolyt von Sonnleithner. 
Z vsakim potovanjem (1819 Italija, 1826 Nemčija, 1838 Pariz, 1843 Atene in Istanbul) mu je postalo bolj jasno nasprotje med njegovimi ideali in razmerami, ki so vladale v njegovi domovini. 
Kljub lojalnosti do monarhije se je moral v času Josepha von Sedlnitzkega, načelnika policije na Dunaju, spopadati s cenzuro. Veliko njegovih del je bilo cenzuriranih. Celo sam cesar je hotel sabotirati tiskanje dela Zvesti služabnik svojega gospoda (nem. Ein treuer Diener seines Herrn) tako, da je kupil delo za zasebno uporabo.  
Nazadnje je še prva uprizoritev komedije Gorje tistemu, ki laže (nem. Weh dem, der lügt) leta 1848 v Burgtheatru na Dunaju doživela velik neuspeh. Grillparzer se je odločil, da se umakne iz javnosti, ne bi se s tem odpovedal svojemu umetniškemu ustvarjanju. V naslednjih desetletjih so tako nastale drame: Libussa, Judinja iz Toleda (nem. Die Jüdin von Toledo), Spor med bratoma v Habsburgu (nem. Ein Bruderzwist in Habsburg), kot tudi razpoloženjski fragment Esther in številna lirska besedila. 
Od njegovih novel sta znani predvsem Sendomirski samostan (nem. Das Kloster bei Sendomir,1827) in Revni goslar (nem. Der arme Spielmann, 1847). 
Njegova pesniška dela so prišla v javnost šele po letu 1848, tako tudi oda Radetzkemu (nem. An Radetzky). Po letu 1850 so se v Avstriji, pa tudi v celotnem nemškem prostoru, začeli zavedati, kakšnega avtorja v bistvu imajo. Tako je pisatelj v svojih zrelih in poznih letih vendarle prejel zaslužene nagrade in priznanja. Leta 1847 je bil sprejet v Cesarsko Akademijo znanosti (nem. Kaiserliche Akademie der Wissenschaften), nagrajen je bil tudi s številnimi medaljami.
Leta 1859 mu je Univerza v Leipzigu ob obletnici Schillerjevega rojstva podelila častni doktorat in leta 1861 je postal dosmrtni član avstrijskega Herrenhausa. Leta 1864 je prejel naziv častni meščan mesta Dunaj. 
Franz Grillparzer je umrl 21. januarja 1872, star 81 let, v svoji hiši na Dunaju v centru mesta na ulici Spiegelgasse 21. Pokopan je bil na pokopališču Währinger Ortsfriedhof (danes park Schubert). Po ukinitvi pokopališča na tem mestu so njegove ostanke prenesli na pokopališče Hietzing in ga pokopali v časten grob mesta Dunaj (skupina 13, številka 107). 
Celotna izdaja njegovih del je izšla med letoma 1909 in 1942 v 42-tih zvezkih.

## Nagrade
- Za svojo Odo Radetzkemu je prejel leta 1850 častni pokal, ki je razstavljen v Vojnem muzeju (Heeresgeschichtliches Museum) na Dunaju.
- Po smrti so mu postavili spomenik v dunajskem Volksgartnu.
- Po njem se imenujeta Grillparzerjeva nagrada in Grillparzerjev prstan.

### Dobro je vedeti
- V romanu The World According to Garp Johna Irvinga, po katerem je bil posnet tudi istoimenski film The World According to Garp  z Glenn Close in Robinom Williamsom igrata pomembno vlogo tudi Grillparzer in njegova povezava z Dunajem.

## Dela (izbor):

### Drame
- Praprababica (Die Ahnfrau, 1817)
- Sapfo (Sappho,1818)
- Zlato runo (Das Goldene Vlies,1819)
- del: Gostitelj  (Der Gastfreund)
- del: Argonavti (Die Argonauten)
- del: Medeja (Medea)
- Sreča in konec kralja Ottokarja (König Ottokars Glück und Ende,1825)
- Valovi morja in ljubezni (Des Meeres und der Liebe Wellen, 1831)
- Sanje so življenje (Der Traum ein Leben, 1834)
- Gorje tistemu, ki laže (Weh dem, der lügt, 1838)
- Libussa (1848)
- Judinja iz Toleda (Die Jüdin von Toldedo, 1855)

### Novele
- Sendomirski samostan (Das Kloster bei Sendomir, 1827) - prevod v slovenščino Ana Jasmina Oseban, Mohorjeva družba Celovec, 2011.
- Revni goslar (Der arme Spielmann, 1848) - prevod v slovenščino Ana Jasmina Oseban, Mohorjeva družba Celovec, 2011.

### Ostala dela v prozi
- avtobiografska dela
- dnevniki.